# Джон Блеклі
Джон Блеклі (англ. John Blackley, нар. 12 травня 1948, Фолкерк) — шотландський футболіст, захисник. По завершенні ігрової кар'єри — футбольний тренер.
Як гравець насамперед відомий виступами за клуб «Гіберніан», а також національну збірну Шотландії.

## Клубна кар'єра
У дорослому футболі дебютував 1967 року виступами за команду клубу «Гіберніан», у якій провів десять сезонів, взявши участь у 263 матчах чемпіонату. Більшість часу, проведеного у складі «Гіберніана», був основним гравцем захисту команди.
Згодом з 1978 по 1983 рік грав у складі команд клубів «Ньюкасл Юнайтед», «Престон Норт-Енд» та «Гамільтон Академікал».
Завершив професійну ігрову кар'єру у клубі «Гіберніан», у складі якого вже виступав раніше. Прийшов до команди 1983 року, захищав її кольори до припинення виступів на професійному рівні у 1984 році.

## Виступи за збірну
У 1973 році дебютував в офіційних матчах у складі національної збірної Шотландії. Протягом кар'єри у національній команді, яка тривала 5 років, провів у формі головної команди країни лише 7 матчів.
У складі збірної був учасником чемпіонату світу 1974 року у ФРН.

## Кар'єра тренера
Розпочав тренерську кар'єру, ще продовжуючи грати на полі, 1981 року, очоливши тренерський штаб клубу «Гамільтон Академікал».
В подальшому очолював команди клубів «Гіберніан» та «Ковденбіт».
Наразі останнім місцем тренерської роботи був клуб «Данді», команду якого Джон Блеклі очолював як головний тренер 1991 року.